# Alsótold
Alsótold là một thị trấn thuộc hạt Nógrád, Hungary. Thị trấn này có diện tích 7,86 km², dân số năm 2010 là 252 người, mật độ 32 người/km².